# Closterium malinvernianiforme
Closterium malinvernianiforme là một loài Song tinh tảo trong họ Desmidiaceae, thuộc chi Closterium.